# Simon Clarke
Simon Clarke (n. 18 iulie 1986, Melbourne, Victoria, Australia) este un ciclist profesionist australian de curse pe șosea, care în prezent concurează pentru Israel–Premier Tech, echipă licențiată UCI WorldTeam. Anterior, a concurat pentru echipele Astana (2011) și Orica-GreenEDGE (2012-2015) în UCI World Tour. Înainte de a deveni profesionist, Clarke a concurat în ciclismul pe pistă ca bursier al Institutului Australian de Sport.

## Rezultate în Marile Tururi

### Turul Italiei
3 participări
- 2015: locul 63, câștigător al etapei 1
- 2016: locul 67
- 2020: locul 75

### Turul Franței
7 participări
- 2013: locul 68, câștigător al etapei a 4-a
- 2014: locul 113
- 2017: locul 86
- 2018: locul 100
- 2019: locul 61
- 2021: locul 123
- 2022: nu a terminat competiția, câștigător al etapei a 5-a

### Turul Spaniei
6 participări
- 2012: locul 77, câștigător al etapei a 4-a
- 2013: locul 69
- 2014: locul 70
- 2016: nu a terminat competiția
- 2017: locul 74
- 2018: locul 46, câștigător al etapei a 5-a